# Lasthenia tenella
Lasthenia tenella là một loài thực vật có hoa trong họ Cúc. Loài này được (Nutt.) Greene mô tả khoa học đầu tiên năm 1894.